# Rejon głuszkowski
Rejon głuszkowski (ros. Глушковский район) – jednostka administracyjna wchodząca w skład obwodu kurskiego w Rosji.
Centrum administracyjnym rejonu jest osiedle typu miejskiego Głuszkowo.

## Geografia
Powierzchnia rejonu wynosi 850,51 km².
Graniczy z innymi rejonami obwodu kurskiego: rylskim i korieniewskim oraz z Ukrainą.
Głównymi rzekami rejonu są: Sejm i Snagosć.

## Historia
Rejon powstał w roku 1928, a w skład nowo powstałego obwodu kurskiego wszedł w 1934.

## Demografia
W 2018 rejon zamieszkiwało 19 139 mieszkańców, z czego 7946 na terenach miejskich.

## Miejscowości
W skład rejonu wchodzą: 2 osiedla miejskie (osiedla typu miejskiego: Głuszkowo i Tiotkino), 11 osiedli wiejskich (sielsowietów) i 51 wiejskich miejscowości.
| Sielsowiet         | Centrum administracyjne | Pozostałe miejscowości                                                                                   |
| ------------------ | ----------------------- | --- |
| Aleksiejewski      | Aleksiejewka            | – |
| Wiesiełowski       | Wiesiołoje              | Wołfino, Wołfinskij, Krasnooktiabrskij, Nowyj Puć, Obuchowka, Imieni Kalinina                            |
| Zwannowski         | Zwannoje                | Budki, Leszczinowka                                                                                      |
| Karyżski           | Karyż                   | Otruba                                                                                                   |
| Kobylski           | Kobyłki                 | Miedwieżje, Sierpowka                                                                                    |
| Korowiakowski      | Korowiakowka            | Zabołotowka, Olchożemczugow, Tiażyno                                                                     |
| Kulbakiński        | Kulbaki                 | Głuszkowo, Jelizawietowka, 1-ja Mużyca, 2-ja Mużyca, Nowoiwanowka, Politotdielskij, Siergiejewka, Siniak |
| Markowski          | Dronowka                | Kabanowka, Kołodieży, Markowo, Nieoniłowka, Samarka, Urusy, Chodiejkowo                                  |
| Niżniemordokski    | Niżnij Mordok           | Jurasowo, Kiekino, Rżawa, Szagarowo, Wysokoje                                                            |
| Popowo-leżaczański | Popowo-Leżaczi          | Byrdin, Otruba, Zaria                                                                                    |
| Suchinowski        | Suchinowka              | Kozyriewka, Pankratowka, Chodiakowka                                                                     |